# Philipp Nicolaus Schmidt
Philipp Nicolaus Schmidt (* 19. Mai 1750 in Frankfurt am Main; † 14. März 1823 ebenda) war ein deutscher Bankier und Mitglied der Ständigen Bürgerrepräsentation der Stadt Frankfurt.

## Leben
Philipp Nicolaus Schmidt war der Sohn des Kaufmanns Christian Ludwig Schmidt (1725–1787), der ein Cousin des Dichters Friedrich Gottlieb Klopstock war und aus Langensalza kommend in Frankfurt ein Handelsgeschäft eröffnet hatte. Seine Mutter war Antonetta Elisabetha de Ahna (1727–1775).
Etwa 1773 begann Philipp Nicolaus dort mit einer Flachs- und Farbwarenhandlung, die sich rasch durch Ausdehnung auf Wechsel- und Darlehensgeschäfte entwickelte und dann zum Bankhaus Philipp Nicolaus Schmidt wurde. 1803 bediente das Bankhaus den Grafen Volrath zu Solms-Rödelheim mit einem Darlehen über 100.000 Gulden. Der Fürst Emich Carl zu Leiningen erhielt 1809 ein Darlehen über 580.000 Gulden.
Schmidt hatte sich zu einem geschickten Handelsmann entwickelt und wurde in Geldangelegenheiten der Berater der Mutter Goethes, Frau Catharina Elisabeth Goethe. Sie bezeichnete ihn als ihren „Finanzminister“.
Er betätigte sich politisch und war in den Jahren von 1792 bis 1823 Mitglied der Ständigen Bürgerrepräsentation der Freien Stadt Frankfurt, deren Aufgabe in der Kontrolle der Einnahmen und Ausgaben sowie des städtischen Rechnungswesens lag. Seinen Eid leistete er am 29. August 1792.
In den Jahren von 1817 bis 1823 war er Administrator des Städelschen Kunstinstituts.
Schmidt blieb unverheiratet. So adoptierte er seinen Neffen Eduard, ein Sohn seiner Schwester Marie Sophie (1755–1818), und machte ihn zu seinem Haupterben und Geschäftsnachfolger.
Das Bankhaus Philipp Nicolaus Schmidt war bis 1905 am Markt, als es durch die Darmstädter Bank übernommen wurde.